# Augusta Thejll Clemmensen
Augusta Thejll, gift Goldschmidt og Clemmensen (11. november 1884 i Charlottenlund – 29. december 1980 i Vejby) var en dansk maler.

## Uddannelse og rejser
Hun var datter af arkitekt, bygningsinspektør, senere titulær professor Andreas Thejll og Betzy Steenberg og blev uddannet på Charlotte Sode og Julie Meldahls tegneskole og dernæst på Kunstakademiets Kunstskole for Kvinder (under Viggo Johansen og Valdemar Irminger) fra marts 1903 til 1906.
Hun modtog Charlottenborgs udstillingslegat 1909, Akademiets stipendium 1912 og Otto Baches Mindelegat 1957. Hun var på rejser i Norge 1904, Sverige 1905, Tyskland 1906, Paris 1912, Italien, Grækenland og Lilleasien 1913, Italien 1920, 1923, 1928 og 1939, Holland 1924, Gotland 1925, Norge 1931 og Tyrol 1940. 
Augusta Thejll Clemmensen var især portrætmaler, og hun arbejdede med en freskoagtig teknik, som først var mat og siden blev mere lysfyldt.

## Ægteskaber
Augusta Thejll blev gift første gang 1910 med maleren, kunsthistoriker Ernst Goldschmidt, søn af grosserer, senere direktør Selmar Goldschmidt og Henriette Nathan. Ægteskabet blev opløst før 1912. Anden gang ægtede hun 23. april 1913 i Athen arkitekt Mogens Clemmensen, søn af arkitekt Andreas Clemmensen og Dagmar Sofie Becker. Ægteskabet blev opløst 1942. Hun var mor til arkitekt Ebbe Clemmensen.
Hun er begravet på Gentofte Kirkegård.

## Udstillinger
- Charlottenborg Forårsudstilling 1907-12, 1914, 1921-27, 1936-46
- Charlottenborg Efterårsudstilling 1922 (både maler og billedhugger) og 1937
- Kunstnernes Efterårsudstilling 1908-09, 1912
- Den baltiske Udstilling, Malmø 1914
- Kvindelige Kunstneres retrospektive Udstilling 1920
- Kvindelige Kunstneres Samfund 1930
- Danske Kunstner-slægter 1952

Separatudstillinger:
- Mange atelierudstillinger, 1923 (Den Frie Udstilling), 1928, 1935, 1944 (Charlottenborg), 1946 (Charlottenborg)

## Værker
- Mine tre børn (1920)
- Mogens Clemmensen (1927)
- Selvportræt (1930)
- Tove i gul studenterkjole (1934)
- Direktør Frederik Lausen (1937, tidl. Clasonsborg)
- Dronning Alexandrine (udstillet 1944, deponeret på Centralsygehuset, Færøerne)
- Direktør Frederik Hegel (1945)
- Redaktør Anker Kirkeby (1945, Politikens Hus)